# 魯伊·席爾瓦 (1994年出生足球運動員)
魯伊·蒂亚戈·丹塔斯·达席爾瓦（葡萄牙語：Rui Tiago Dantas da Silva；1994年2月7日—），简称鲁伊·席尔瓦（葡萄牙語：Rui Silva），葡萄牙職業足球員，司職守門員，現時効力葡超球隊士砵亭。

## 俱樂部生涯
出生於1994年的魯伊·席爾瓦出自國民隊青訓，2017年以100萬歐元的轉會費從國民隊轉會西甲球隊格拉納達。2021年夏天，魯伊·席爾瓦與格拉納達合同到期。
西甲球隊皇家贝蒂斯官方宣佈，俱樂部簽下葡萄牙國門魯伊·席爾瓦，雙方簽約五年。
2021年6月11日，席尔瓦与皇家贝蒂斯签订了一份为期五年的合同，该合同自7月1日起生效。2021年8月14日，他在对阵马洛卡皇家足球俱乐部的比赛中首次亮相，以1-1战平，并首发出场，替代克劳迪奥·布拉沃成为首发门将。在他首个赛季中，他与这位智利门将竞争上场机会，并在2022年4月表达了离队的可能性。同月，他坐在替补席上，见证了球队在2022年国王杯决赛中赢得冠军。

## 國家隊生涯
席尔瓦在2014年11月13日为葡萄牙21岁以下国家足球队出场，参加了与英格兰21岁以下国家足球队的一场友谊赛，该比赛客场以1-3告负，他踢满了全场90分钟。 2020年8月，他首次入选葡萄牙国家足球队，备战下个月的欧洲国家联赛对阵克罗地亚国家足球队和瑞典男子国家足球队的比赛。
2021年5月20日，席尔瓦入选主教练费尔南多·桑托斯的2020年欧洲足球锦标赛阵容。 他在6月9日进行了首秀，这是欧洲杯前的最后一场友谊赛，他踢满全场，帮助葡萄牙队在里斯本4-0战胜以色列国家足球队。 2022年10月，席尔瓦入选了卡塔尔2022年国际足联世界杯的55人初选名单。

## 榮譽
葡萄牙
- 歐洲足協國家聯賽冠軍：2024-25賽季

## 外部連結
- 魯伊·席爾瓦於ForaDeJogo的個人資料
- 鲁伊·席尔瓦 Archive.today的存檔，存档日期2014-02-06在葡萄牙足球联赛官网中的档案（葡萄牙語）
- 魯伊·席爾瓦在BDFutbol中的档案